# Joseph Wilder
Joseph Wilder (* 13. Februar 1895 in  Drohobycz, Österreich-Ungarn; † 31. Oktober 1976 in Hartford, Connecticut, USA) war ein österreichisch-US-amerikanischer Neurologe und Psychiater.

## Leben
Nach dem Abschluss seines Medizinstudiums an der Universität Wien im Juni 1919 erfolgten am Wiener Allgemeinen Krankenhaus internistische Ausbildungen bei Friedrich Kovacs und Jakob Pál sowie eine erste psychiatrische Ausbildung bei Emil Mattauschek. Viele Jahre war Wilder an der Rothschild Stiftung „Nervenheilanstalt Maria-Theresien-Schlössel“ bei dem von ihm besonders verehrten Lehrer Emil Redlich (1866–1930) beschäftigt und leitete nach dessen Tod im Juni 1930 als stellvertretender Direktor diese Anstalt. Wilder wechselte 1931 als klinischer Assistent zu Otto Pötzl an die Psychiatrisch-Neurologische Universitätsklinik, um schließlich als Ärztlicher Direktor an die andere Rothschild Stiftung bzw. an die „Nervenheilanstalt Rosenhügel“ berufen zu werden. 1933 und 1936 zur Dozentur vorgeschlagen, hat Wilder sein Ansuchen, vom Unterrichtsministerium nie erledigt, zurückgezogen. Im Juni 1938 musste Joseph Wilder Wien verlassen und emigrierte in die USA. Mit ungebrochener Geistes- und Schaffenskraft konnte er in New York am Postgraduate Center for Mental Health bzw. am New Yorker Medical College seine wissenschaftliche Laufbahn fortsetzen; über 90 seiner Publikationen legen dafür ein Zeugnis ab. Er war des Weiteren als Neurologe, Psychiater und Psychotherapeut an diversen Spitälern wie z. B. am Goldwater Memorial Hospital sowie in seiner Praxis sehr erfolgreich tätig.

## Wirken
Das wissenschaftliche Werk Wilders umfasst mehr als 172 Publikationen, davon 15 Bücher bzw. Buchkapitel und 157 Originalarbeiten. Hervorzuheben sind z. T. auch monographische Darstellungen zu Themen wie „Ticproblem“, „Narkolepsie“, „Kopfschmerz“, „Zuckermangelkrankheit“, Gefäßkrisen bei cerebralen Angiospasmen" und „Crampuskrankheit“. Ein wichtiges und nachhaltiges Anliegen waren Joseph Wilder seine Studien zur Pharmakologie und -dynamik der vegetativ-nervösen Erkrankungen, wie 1930 erstmals unter dem Titel „Das Ausgangswertgesetz – ein unbeachtetes biologisches Gesetz“ publiziert und 1967 in einer Übersichtsarbeit „Stimulus and Response: The Law of Initial Value“ nochmals zusammenfassend dargestellt.
Joseph Wilder war auch Pionier der Gruppenpsychotherapie und betonte die Pluralität und Wechselwirkung psychodynamischer, somatischer und soziokultureller Faktoren als kausale Elemente, ohne jedoch den biologischen Standpunkt zu verlassen.
In einer Reihe wissenschaftlicher Gesellschaften war Wilder sehr produktiv vertreten. 1939, nur ein Jahr nach seiner Emigration in die USA, konnte er die Association for the Advancement of Psychotherapy gründen und war deren erster Präsident. Er war Mitglied der amerikanischen Medical Association, Psychiatric Association, Psychosomatic Society, Association for the Advancement of Science, der American Academy of Neurology, der Österreichischen Gesellschaft für Neurologie und Psychiatrie und der Royal Academy of Health in London. Des Weiteren war er Mitherausgeber des American Journal of Psychotherapy. Im Jahre 1966 wurde ihm von der Association for the Advancement of Psychotherapy die Emil A. Gutheil Medaille verliehen.
Erst im Alter von 74 Jahren ging Joseph Wilder 1969 in den Ruhestand, er lebte zunächst in Tannersville im Bundesstaat New York und später in Hartford, Connecticut, wo er am 31. Oktober 1976 verstorben ist.

## Schriften (Auswahl)
- Das „Ausgangswert-Gesetz“ – ein unbeachtetes biologisches Gesetz und seine Bedeutung für Forschung und Praxis. In: Z.ges.Neurol.Psychiat. Vol. 137 (1931), S. 317–338.
- Stimulus und Response: The Law of Initial Value. Verlag Wright&Sons, Bristol 1967.